# Ourmas
Ourmas (în arabă أورماس) este o comună din provincia El Oued, Algeria.
Populația comunei este de 5.900 locuitori (2008).